# Ogier

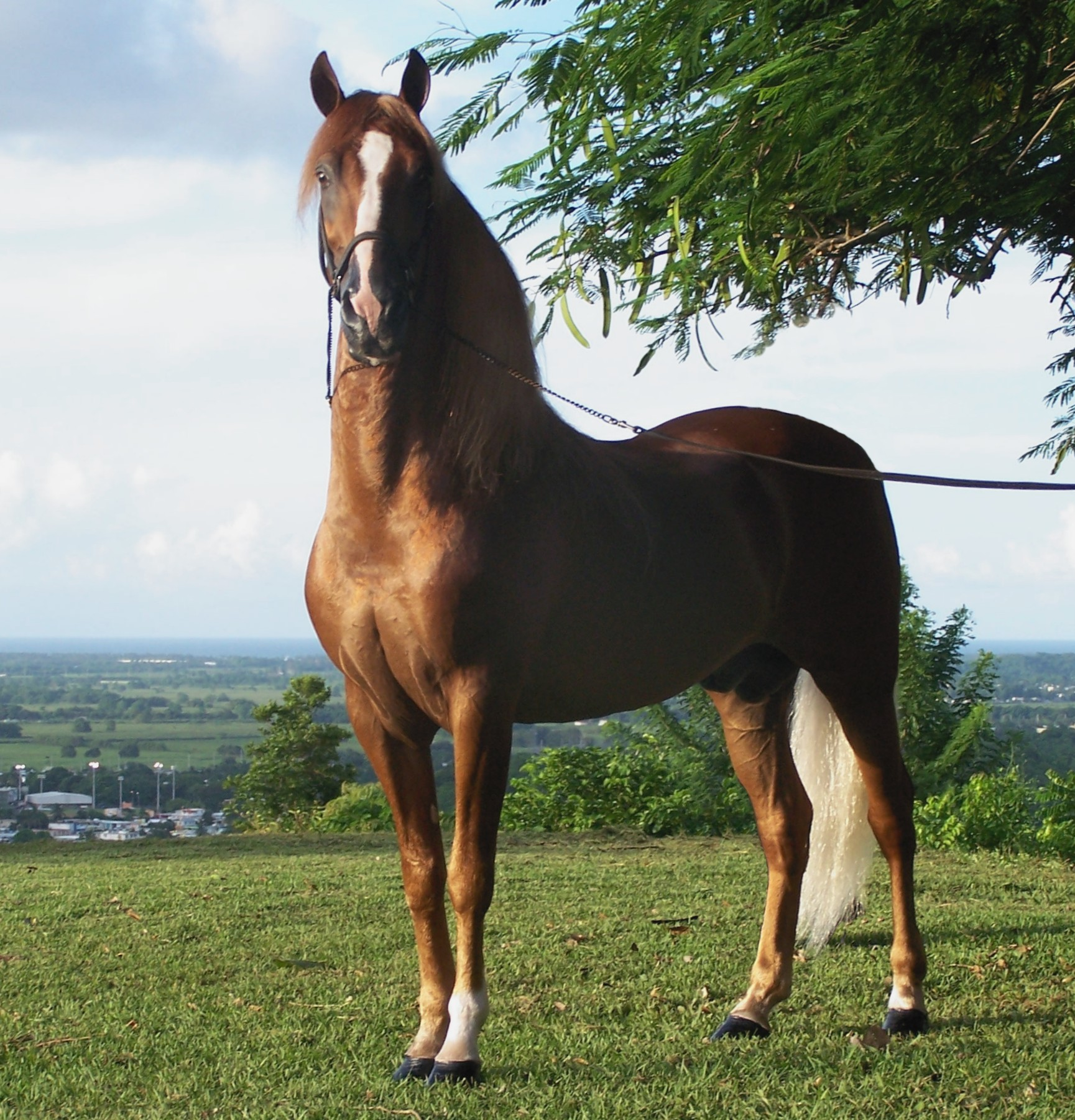
Ogier portorykański

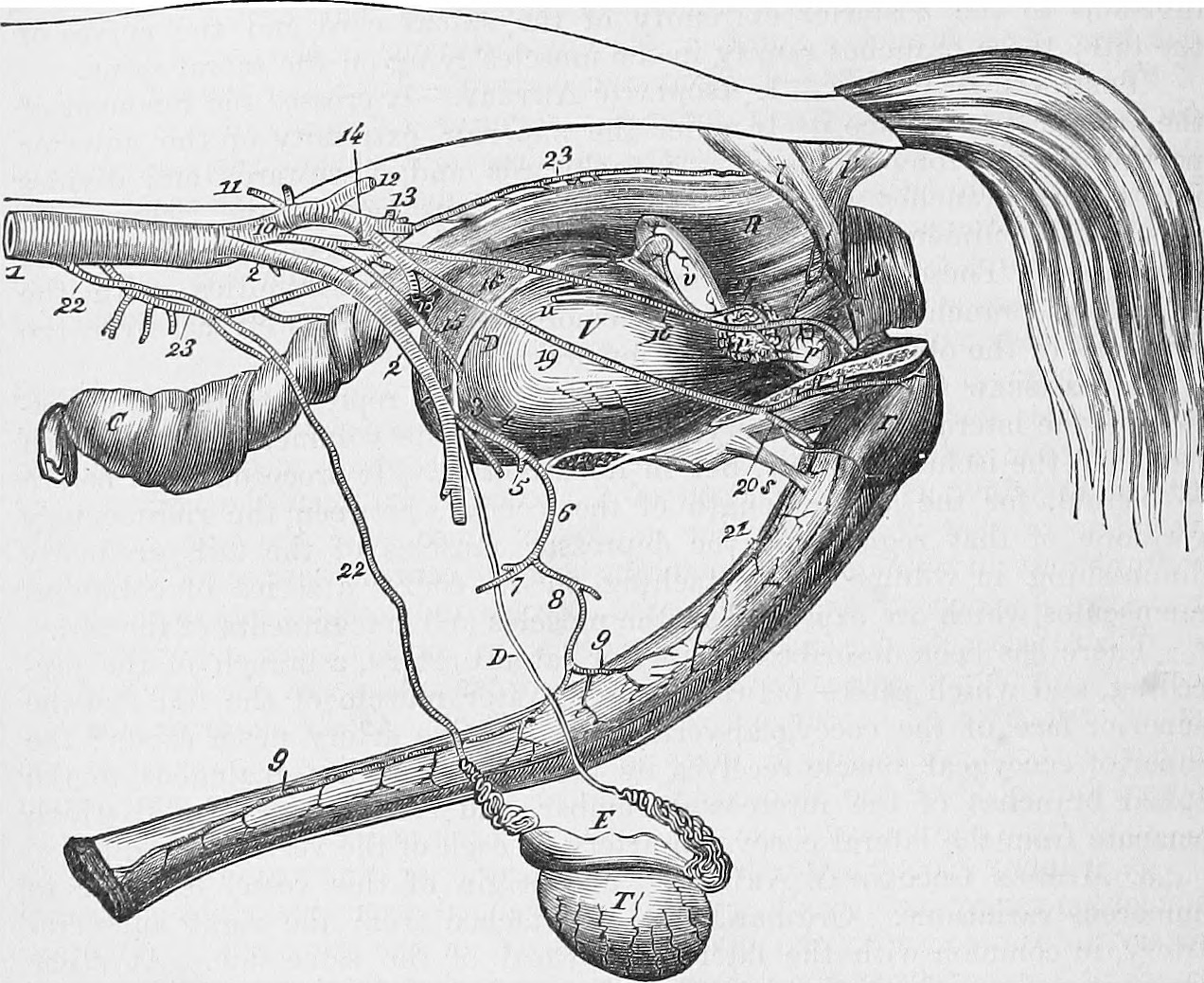
Układ płciowy ogiera

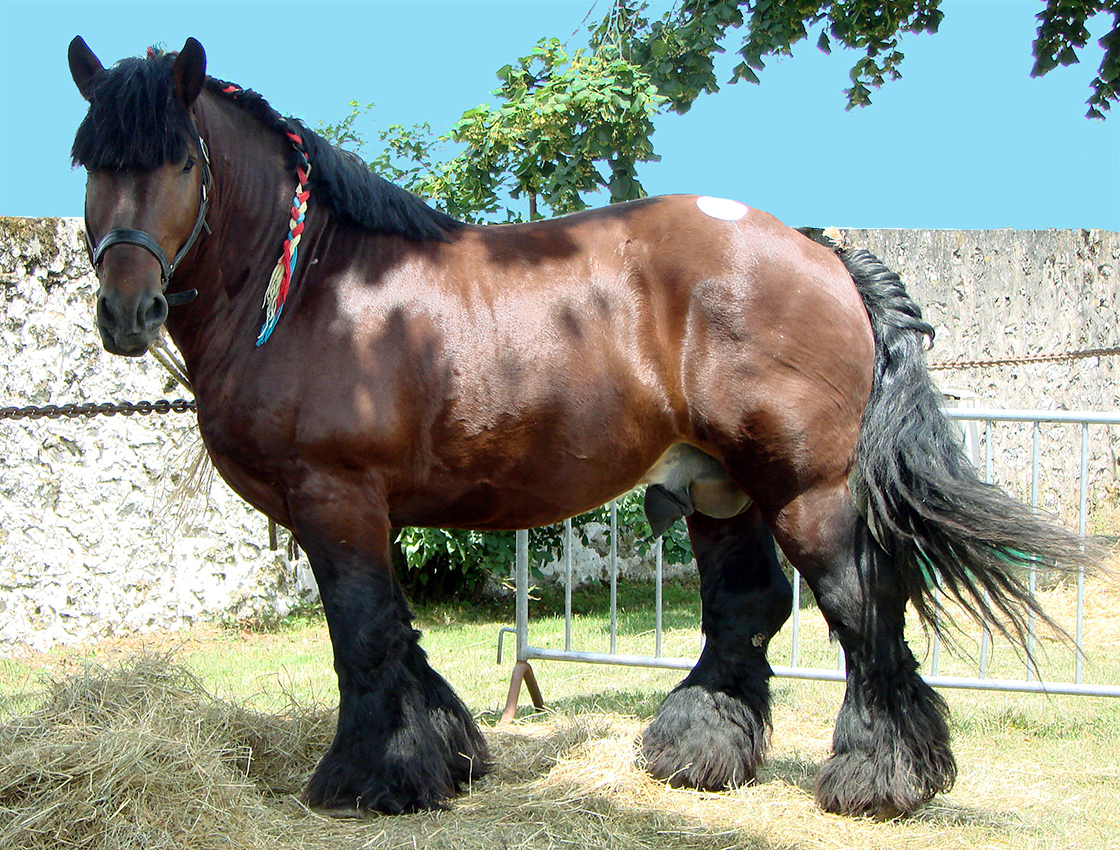
Ogier ardeński

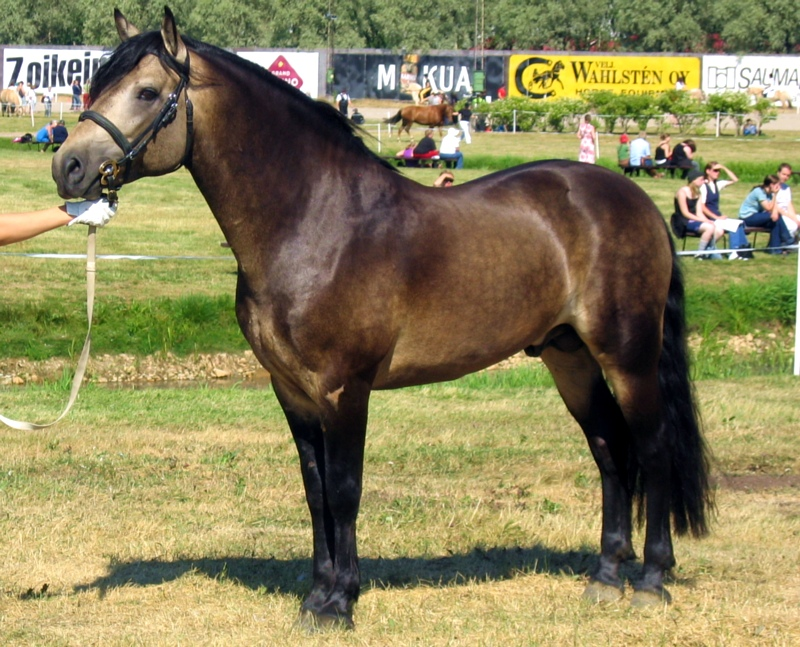
Ogier rasy Connemara

Ogier – dorosły, niekastrowany, zdolny do rozrodu samiec koniowatych (porównaj: wałach) oraz wielbłądowatych. Termin ten zwykle używany jest w odniesieniu do konia domowego. 
Młodego samca, przed osiągnięciem dojrzałości płciowej, określa się zwyczajowo mianem ogierek. Dojrzałość płciową ogier konia domowego osiąga zazwyczaj około drugiego roku życia, jednakże zainteresowanie klaczą może wykazywać już wcześniej lub też dużo później. Rzadko zdarzają się ogiery nie wykazujące takiego zainteresowania w ogóle. Ogier posiada zazwyczaj silny, indywidualny charakter i wymaga dyscypliny. Czasami jego temperament seksualny może powodować, że staje się niebezpieczny – wówczas takiego konia poddaje się kastracji.

## Ogiery w hodowli
Ogiery używane w hodowli poddaje się selekcji. Ważnymi czynnikami są: rodowód, osiągnięcia, prawidłowa budowa, a nawet cena konia. Sukcesy hodowlane ogierów w stadach ocenia się na podstawie zdolności do płodzenia zdrowych źrebiąt oraz na podstawie osiągnięć potomstwa w dziedzinie, w jakiej jest ono wykorzystywane. W Polsce przy wyborze ogierów czołowych ważna jest także bonitacja, czyli punktowana ocena typu, budowy i pokroju konia. 
Ogiery niektórych ras, np. czystej krwi arabskiej, w wyniku sprawdzenia dzielności na próbach wyścigowych uzyskują licencję na krycie klaczy innych ras. Klacze swojej rasy może kryć każdy rasowy ogier uznany za prawidłowo zbudowanego i wpisany do księgi stadnej swojej rasy.
Czasami ogiery do rozrodu dopuszczane są na podstawie intuicji właściciela. Wady charakteru typu nerwowość czy tchórzliwość powinny skłonić właściciela ogiera do zastanowienia się nad użyciem go w hodowli, gdyż w dużej mierze cechy te są dziedziczne.

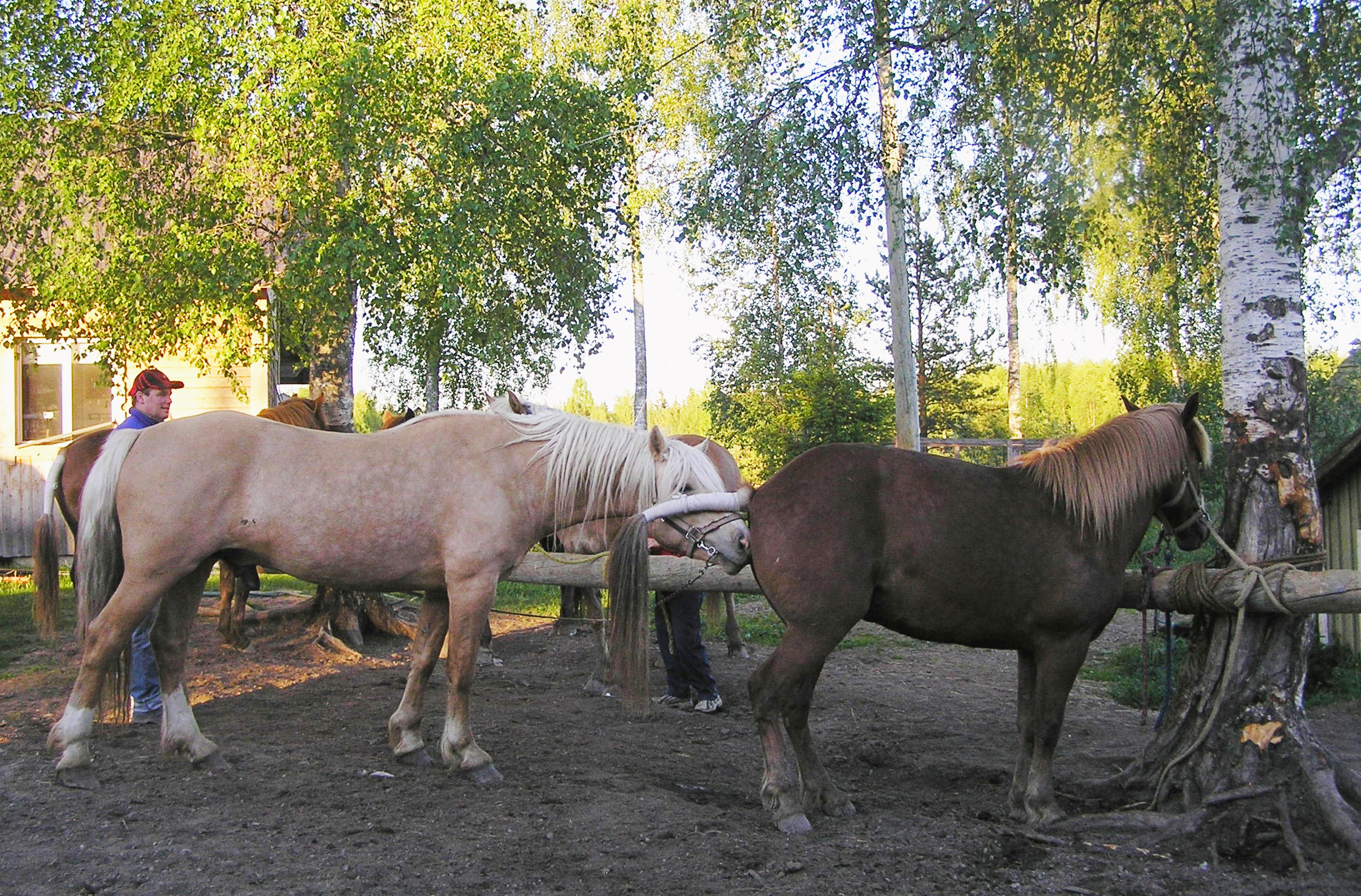
Próbnikowanie klaczy przez ogiera
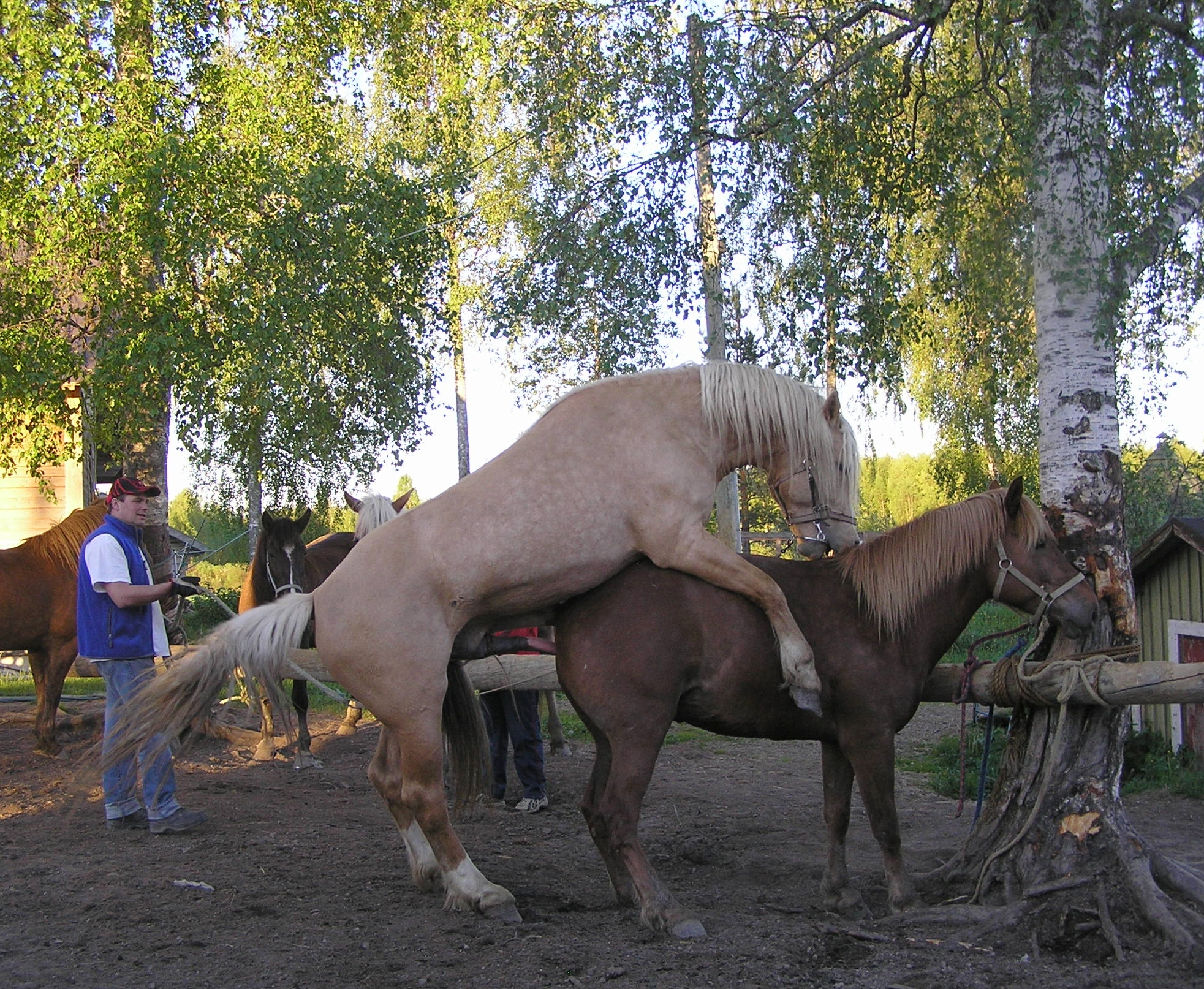
Ogier kryjący klacz
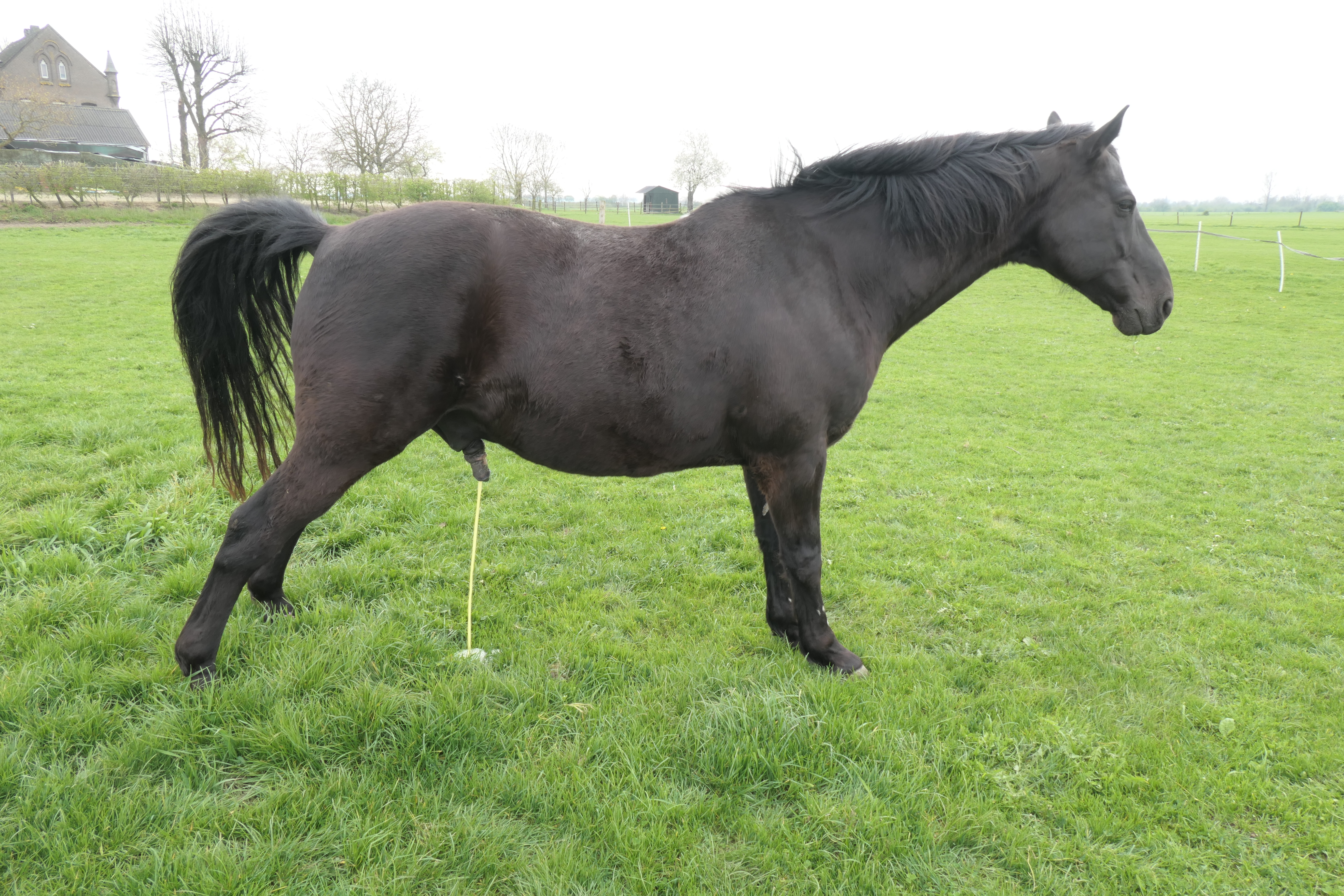
Ogier oddający mocz

## Niektóre znane ogiery
- historyczne hodowlane: założyciele rasy pełnej krwi angielskiej: Byerley Turk, Darley Arabian, Godolphin Barb
- historyczne: koń Aleksandra Wielkiego – Bucefał, ulubiony koń wyścigowy Kaliguli – Incitatus,
- literackie: konie Old Shatterhanda i Winnetou z powieści Karola Maya – Iltshi i Hatatitla
- znane ogiery arabskie: Kuhailan Haifi, Ibrahim, Skowronek, Bask, El Paso.